# Chocómyrsmyg
Chocómyrsmyg (Myrmotherula pacifica) är en fågel i familjen myrfåglar inom ordningen tättingar.

## Utbredning
Fågeln förekommer i Panama (Veraguas), Colombia och västra Ecuador.

## Status
IUCN kategoriserar arten som livskraftig.

## Namn
Chocó är ett område i nordvästra Colombia tillika ett departement.